# Irina Drăghici
Irina Drăghici-Covaliu (n. 19 iunie 1975, Brașov) este o scrimeră română specializată pe sabie.

## Carieră
Drăghici a început să practice scrima cu floretă sub conducerea maestrului Romeo Pellegrini, înainte de a alege sabia. La această armă a fost selecționată în lotul olimpic. Cu Cătălina Gheorghițoaia și Andreea Pelei a cucerit medalia de argint la Campionatul Mondial din 2001 de la Nîmes, după ce au fost învinse de Rusia în finală. La Campionatul European din 2004 de la Copenhaga România a trecut de Azerbaijan în semifinală, dar nu a putut să se impună în finala cu Rusia și s-a mulțumit de argintul.
În iulie 2001 s-a căsătorit cu campionul olimpic Mihai Covaliu. Împreună au doi copii, Vlad Gabriel și Elena Amalia.